# Modesty Blaise - La bellissima che uccide
Modesty Blaise - La bellissima che uccide (Modesty Blaise) è un film del 1966 diretto da Joseph Losey, liberamente tratto dalla striscia a fumetti Modesty Blaise «creata nel 1962 dal disegnatore Jim Holdaway su testi di  Peter O'Donnell».
Fu presentato in concorso al 19º Festival di Cannes.

## Trama
L'elegante ex detenuta Modesty Blaise e il suo partner Willie Garvin sono incaricati dai servizi segreti britannici di impedire al suo rivale Gabriel di rubare diamanti che devono essere consegnati al padre adottivo, uno sceicco.

## Accoglienza
Il personaggio femminile del fumetto che il film riprende e valorizza dal punto di vista iconografico è «ispirato allo spirito della nuova letteratura poliziesco spionistica del filone James Bond» e, apprezzato e segnalato nella stessa storia del fumetto presenta una serie di gag umoristiche come la bevanda col pesce che nuota tranquillamente nel bicchiere prima di essere sorseggiata o il personaggio assetato nel deserto che chiede champagne.

### Critica
È stato scritto che il film rientra tra quelli «talora discutibili ma sempre interessanti» frutto di una parte della produzione inglese dopo il trasferimento dagli Stati Uniti all'inizio degli anni Cinquanta dove era stato citato «davanti al comitato per le attività antiamericane, e considerato elemento sospetto».